# Переверзів Дмитро Петрович
Переверзів Дмитро Петрович (31 січня 1868, м. Київ — 27 жовтня 1928, м. Краків) — полковник Армії УНР.

## Життєпис
Закінчив 1-шу Київську гімназію, Київське піхотне юнкерське училище (1900), служив у 18-му піхотному Волгоградському полку (Чернігів, згодом — Новоград-Волинський), у складі якого брав участь у Першій світовій війні. у 1917 р. — командир полку. Останнє звання у російській армії — полковник.
У грудні 1917 частини під командуванням Переверзіва обороняли Чернігів від більшовицьких військ Муравйова. Лікувався у Києві від важких поранень. У 1918—1919 перебував на посаді начальника постачання 1-ї Запорізької бригади 1-ї Запорізької дивізії Армії УНР, в1920 р. — командир бригади у Першій Запорізькій стрілецькій дивізії.
У 1923 р. жив на еміграції у Кракові, працював на важких фізичних роботах. Помер та похований у Кракові.

## Вшанування
28 травня 2011 року у мікрорайоні Оболонь було відкрито пам'ятник «Старшинам Армії УНР — уродженцям Києва». Пам'ятник являє собою збільшену копію ордена «Хрест Симона Петлюри». Більш ніж двометровий «Хрест Симона Петлюри» встановлений на постаменті, на якому з чотирьох сторін світу закріплені меморіальні дошки з іменами 34 старшин Армії УНР та Української Держави, які були уродженцями Києва (імена яких вдалося встановити історикам). Серед іншого вигравіруване й ім'я Дмитра Переверзіва.